# مسجد أبو الخير الكليباتي
مسجد أبو الخير الكليباتي أو زاوية أبو الخير الكليباتي تقع هذه الزاوية في الشارع المسمى بأبي الخير الكليباتي والمتفرع من شارع المعز لدين الله بالجمالية في القاهرة. بنيت على عهد الخليفة الفاطمي الظاهر لإعزاز دين الله. أنشئت سنة 927 ويوجد بالقرب منها ضريحه.

## الوصف
تبدأ عمارة الزاوية الداخلية بدركاة بسيطة يغطيها سقف خشبي حديث خال من الزخارف. فرشت أرضيتها ببلاطات حجرية. ضلعها الجنوبي الغربي عبارة عن حائط مسمط، أما ضلعها الشمالي ففيه دورة مياه حديثة. وتفضي هذه الدركاة إلى ممر سماوي على يمينه جزء من حائط متهدم عليه بقايا سقف خشبي، وعلى يساره عقد رباعي مدبب يتكون من طائرتين متداخلتين ترتد ثانيتهما عن أولاهما. أسفل رجليه إزار خشبي خال من الزخارف والكتابات. يلي هذا العقد منطقة مربعة تغطيها قبة ضحلة خالية من الزخارف ترتكز على أربعة عقود حجرية رباعية، فيما عدا عقد الجهة الجنوبية الشرقية، فهو يتكون من ثلاث طارات متداخلة مرتدة تفتح على إيوان صغير للقبلة فرشت أرضيته ببلاطات حجرية وغطي بسقف عبارة عن قبو نصف برميلي، في ضلعه الجنوبي الشرقي نافذة قندلية مركبة تتكون من ثلاث فتحات مستطيلة معقودة تعلوها قمريات دائرية. وفي ضلعيه الشمالي الشرقي والجنوبي الغربي عدة دخلات صغيرة مستطيلة.
في أرضية هذا الإيوان تركيبة خشبية فوق فسقية الدفن. أما الضلع الجنوبي الغربي للقبة فيؤدي إلى مساحة غير منتظمة الأضلاع ذات سقف من العروق الخشبية فرشت أرضيتها ببلاطات حجرية في ضلعها الشمالي الشرقي عقد رباعي مدبب يتكون من ثلاث طارات متداخلة مرتدة، أسفل رجليه إزار خشبي غير مزخرف.